# Prezidentské volby v Lotyšsku 2015
Prezidentské volby v Lotyšsku 2015 se konaly 3. června 2015. Na čtyřleté období v nich byl zvolen bývalý lotyšský ministr životního prostředí a obrany Raimonds Vējonis ze Strany zelených. Do funkce oficiálně nastoupil 8. července téhož roku. Jednalo se o nepřímou volbu prezidenta jednokomorovým parlamentem Saeimou se sto zákonodárci, tj. se sto voliteli.

## Průběh voleb
Dosavadní prezident Andris Bērziņš v dubnu 2015 oznámil, že nebude kandidovat na druhý čtyřletý prezidentský mandát.
Vládní koalice se nedohodla na společném kandidátovi, přičemž Svaz zelených a rolníků nominoval na post prezidenta bývalého ministra životního prostředí a obrany Raimondse Vējonise, jenž měl také podporu většiny poslanců Jednoty. Nacionální sdružení jmenovalo jako svého kandidáta bývalého soudce Evropského soudního dvora Egilse Levita, kterého podpořila také část Jednoty Lolity Čigāne a poslanci strany Ze srdce pro Lotyšsko.
Dvě opoziční strany také nominovaly své kandidáty – Sdružení regionů Lotyšska nominovalo Mārtiņše Bondarse a Sociálně demokratická strana „Shoda“ nominovala Sergeje Dolgopolova.
V prvním kole nebyl v Saeimě nikdo zvolen. Ve druhém kole vypadl s nejméně hlasy Mārtiņš Bondars. Ve třetím kole byl vyloučen Sergejs Dolgopolovs. Ve čtvrtém kole zůstali tedy zbylí dva kandidáti – Egils Levits a Raimonds Vējonis. V rozhodujícím hlasování zvítězil Vējonis, který získal 46 hlasů pro. Levits získal pouze 26 hlasů pro. V závěrečném kole se pro Vējonise vyjádřilo 55 hlasujících, proti jich bylo 42. Dva hlasující se volby zdrželi, jeden hlas byl neplatný.